# Forcipomyia bitensis
Forcipomyia bitensis är en tvåvingeart som beskrevs av Jean-Jacques Kieffer 1924. Forcipomyia bitensis ingår i släktet Forcipomyia och familjen svidknott. Inga underarter finns listade i Catalogue of Life.